# Lourdoueix-Saint-Pierre
Lourdoueix-Saint-Pierre là một xã thuộc tỉnh Creuse trong vùng Nouvelle-Aquitaine miền trung nước Pháp. Xã này nằm ở khu vực có độ cao trung bình 380 mét trên mực nước biển.

## Địa lý
Thị trấn có cự ly 15 km về phía bắc của Guéret tại giao lộ các tuyến đường D6, D48 và tuyến đường D915. Sông Petite Creuse tạo phần lớn ranh giới tây nam của xã, phía bắc là tỉnh Indre.

## Dân số
| 1962                                                        | 1968 | 1975 | 1982 | 1990 | 1999 | 2005 |
| ----------------------------------------------------------- | ---- | ---- | ---- | ---- | ---- | ---- |
| 1327                                                        | 1425 | 1266 | 1100 | 1034 | 923  | 937  |
| Số liệu điều tra dân số từ năm 1962 Dân số chỉ tính một lần |      |      |      |      |      |      |

## Địa điểm nổi bật
- Nhà thờ St.Pierre, thế kỷ 15.
- Dấu tích của khu định cư La Mã "Fossé de Châtres".
- Lâu đài thế kỷ 14 Vost, được xây lại vào thế kỷ 19.
- Lâu đài tại Lignaud, từ thế kỷ 13.